# Courcebœufs
Courcebœufs és un municipi francès situat al departament del Sarthe i a la regió de País del Loira. L'any 2007 tenia 576 habitants.

## Demografia

### Població
El 2007 la població de fet de Courcebœufs era de 576 persones. Hi havia 212 famílies de les quals 52 eren unipersonals (28 homes vivint sols i 24 dones vivint soles), 56 parelles sense fills, 88 parelles amb fills i 16 famílies monoparentals amb fills.
La població ha evolucionat segons el següent gràfic:
Habitants censats

### Habitatges
El 2007 hi havia 249 habitatges, 210 eren l'habitatge principal de la família, 11 eren segones residències i 28 estaven desocupats. 241 eren cases i 7 eren apartaments. Dels 210 habitatges principals, 169 estaven ocupats pels seus propietaris, 39 estaven llogats i ocupats pels llogaters i 2 estaven cedits a títol gratuït; 1 tenia una cambra, 25 en tenien dues, 44 en tenien tres, 62 en tenien quatre i 78 en tenien cinc o més. 164 habitatges disposaven pel capbaix d'una plaça de pàrquing. A 71 habitatges hi havia un automòbil i a 126 n'hi havia dos o més.

### Piràmide de població
La piràmide de població per edats i sexe el 2009 era:
| Homes | Edats   | Dones |
| ----- | ------- | ----- |
| 0     | 95 o +  | 0     |
| 0     | 90 a 94 | 0     |
| 0     | 85 a 89 | 0     |
| 0     | 80 a 84 | 8     |
| 12    | 75 a 79 | 12    |
| 12    | 70 a 74 | 20    |
| 12    | 65 a 69 | 8     |
| 4     | 60 a 64 | 16    |
| 12    | 55 a 59 | 0     |
| 8     | 50 a 54 | 20    |
| 32    | 45 a 49 | 12    |
| 8     | 40 a 44 | 8     |
| 32    | 35 a 39 | 24    |
| 12    | 30 a 34 | 24    |
| 12    | 25 a 29 | 12    |
| 8     | 20 a 24 | 16    |
| 4     | 15 a 19 | 4     |
| 40    | 10 a 14 | 16    |
| 20    | 5 a 9   | 24    |
| 4     | 0 a 4   | 4     |

## Economia
El 2007 la població en edat de treballar era de 360 persones, 283 eren actives i 77 eren inactives. De les 283 persones actives 268 estaven ocupades (149 homes i 119 dones) i 15 estaven aturades (4 homes i 11 dones). De les 77 persones inactives 29 estaven jubilades, 27 estaven estudiant i 21 estaven classificades com a «altres inactius».

### Ingressos
El 2009 a Courcebœufs hi havia 220 unitats fiscals que integraven 605 persones, la mediana anual d'ingressos fiscals per persona era de 16.675 €.

### Activitats econòmiques
Dels 9 establiments que hi havia el 2007, 2 eren d'empreses extractives, 2 d'empreses de construcció, 1 d'una empresa de comerç i reparació d'automòbils, 1 d'una empresa d'hostatgeria i restauració, 2 d'empreses financeres i 1 d'una empresa de serveis.
Dels 3 establiments de servei als particulars que hi havia el 2009, 2 eren guixaires pintors i 1 restaurant.
L'any 2000 a Courcebœufs hi havia 24 explotacions agrícoles que ocupaven un total de 1.134 hectàrees.

## Equipaments sanitaris i escolars
El 2009 hi havia una escola elemental.

## Poblacions més properes
El següent diagrama mostra les poblacions més properes.